# François de Linares
François Jean Antonin Gonzalez de Linarès là một tướng lĩnh người Pháp đã chỉ huy các lực lượng Phác trong Thế chiến II dưới quyền tướng Jean de Lattre de Tassigny và tại Việt Nam dưới quyền tướng Raoul Salan.
Ngày 26 tháng 01 năm 1919 ông tự tới Saint Cyr, tháng 09 năm 1919 được phân công làm nhiệm vụ tại Ma rốc. Ông đã phục vụ cuộc chiến của người Ma Rốc từ 1919 tới 1922. Năm 1930 đến 1936 phục vụ chiến trường Algeria, thời gian trước khi tham gia chiến tranh thế giới thứ II, ngày 2 tháng 10 năm 1939 ông được phân công vào bộ tổng tham mưu Quân đội thứ 3 (chỉ huy cấp quân đội của Quân đội Đức trong Thế chiến I).

## Ấn phẩm
- Linares, François de (2005). Par les portes du Nord: la libération de Toulon et Marseille en 1944. Nouvelles Editions Latines. tr. 427. ISBN 978-2-7233-2056-6.
- Linares, François de (2009). Campagne d'Italie, 1943-1944: Cassino, Rome, Sienne: l'affrontement des cinq armées. Lavauzelle. tr. 503. ISBN 978-2-7025-1503-7.